# 존 자키
존 자키(John Zaki, 1973년 7월 10일 ~ 2014년 11월 24일)는 나이지리아 출신의 전 축구 선수였다.

## 클럽 경력
2000년 전북 현대 모터스에 입단하여 한 시즌 동안 활약하였다. 당시 등록명은 존자키를 사용하였고 포지션은 공격수였다.
리그 1경기와 리그컵 2경기에 출장하였고 공격포인트는 기록하지 못 하였다.

## 국가대표팀 경력
나이지리아 축구 국가대표팀의 일원으로 1995년 US컵에 참가하였다.